# A Better Man
A Better Man es un documental canadiense de 2017 codirigido por Attiya Khan y Lawrence Jackman en el que Khan, una sobreviviente de abuso doméstico, se reúne con el hombre que abusó de ella para ver si puede asumir la responsabilidad de sanar y reparar los daños que creó. El primer encuentro filmado entre ella y su exnovio, identificado únicamente como "Steve", tuvo lugar en abril de 2013. Después del contacto inicial, varias de las conversaciones fueron facilitadas por Tod Augusta-Scott, un destacado consejero en el campo de la violencia doméstica. La película también los sigue hasta su antigua escuela secundaria y hasta un apartamento en Ottawa, y muestra cómo la violencia todavía afecta a Khan.
La película fue financiada mediante crowdfunding en Indiegogo; recaudó más de 110.000 dólares canadienses, lo que la convierte en una de las campañas de financiación colectiva más exitosas de la historia de Canadá. Tras su lanzamiento, recibió críticas en su mayoría positivas de los críticos, y fue elegida como una de las 10 mejores películas de 2017 por The Globe and Mail.

## Fondo
Después de dejar a Steve cuando ella tenía 19 años, Khan continuaría encontrándolo en público. La primera vez que lo vio, dos años después de dejarlo, Khan estaba débil y sin palabras. Pero a medida que continuaron conociéndose por casualidad durante un período de seis años, y su vida siguió mejorando, intercambiaron unos minutos de pequeña charla. Fue durante ese encuentro casual en 2011 que Steve preguntó si podían sentarse. Una vez sentado, Steve se disculpó repetidamente antes de romper a llorar.
En los años siguientes, Khan se preguntó si hablar más con Steve podría ayudarla a lidiar con su trauma y ayudar a Steve a comprender mejor las raíces y consecuencias de su violencia y hacerlo menos propenso a reincidir. También decidió intentar registrar dicho diálogo como recurso tanto para los supervivientes de abuso doméstico como para los delincuentes. Ella le propuso esa idea a Steve en 2013. Seis meses después, le envió un mensaje de texto diciéndole que estaba listo para reunirse. Dos días después, lo hicieron en una cafetería para su primer intercambio registrado. Khan y su ex abusador filmarían juntos ocho días a lo largo de un año, compartiendo sus recuerdos y experiencias y con Steve enfrentando las consecuencias de lo que hizo. 

## Producción
A Better Man fue coproducida por Intervention Productions (prod. Christine Kleckner) y National Film Board of Canada (prod. Justine Pimlott), y fue producida ejecutivamente por Sarah Polley, Anita Lee, Jane Jankovic, Janice Dawe y Kathy Aurich. Johnson. La música fue compuesta por Lesley Barber. Iris Ng fue la directora de fotografía de la película y anteriormente trabajó con Polley en Stories We Tell.
A Better Man fue coescrita y codirigida por Attiya Khan. Attiya Khan es una cineasta canadiense, activista contra la violencia y sobreviviente de violencia de pareja. Se graduó en psicología y estudios de la mujer en la Universidad de Toronto. Su interés en ayudar a otras personas que han sufrido violencia doméstica la llevó a tomar el programa de consejera o defensora de Mujeres y Niños Agredidos en George Brown College. Los aspectos más destacados de su carrera incluyen la supervisión del Programa de Servicios para Niños y Jóvenes en Transition House en Cambridge, Massachusetts, y una amplia gama de funciones que incluyen trabajo de primera línea, gestión y capacitación en YWCA Toronto. Tiene su sede en Toronto.

### Recaudación de fondos
La película fue colaborativa a través de una campaña de Indiegogo, con Feist entre los donantes, que aportó 10.000 dólares. La campaña recaudaría más de 110.000 dólares, una de las campañas de financiación colectiva más exitosas de la historia de Canadá.

## Lanzamiento
La película se proyectó en numerosos festivales de cine y tuvo su estreno mundial en el Festival Internacional de Documentales Canadienses Hot Docs, donde fue considerada "una de las películas más conmovedoras de Hot Docs".
Hoy A Better Man continúa presentándose en festivales internacionales de cine y eventos sobre violencia contra las mujeres. La película también se proyecta ocasionalmente en Hot Docs en Toronto, Ontario.

## Distribución
A Better Man es distribuida en Estados Unidos por Women Make Movies.

### Recepción
Desde su estreno, la película ha recibido críticas en su mayoría positivas de los críticos; Kate Taylor de The Globe and Mail incluyó la película en su lista de las 10 mejores películas de 2017.
El crítico de cine del The New Yorker Doreen St. Félix elogió la "inteligencia" de la película y escribió que "resiste la redondez de la resolución o la catarsis".  Arwa Mahdawi de The Guardian describió la película como "un llamado a la acción para que los hombres abusivos se levanten y asuman la responsabilidad de su ira y sus acciones". La presentadora de The Current de CBC, Anna Maria Tremonti, afirmó que "hay mucha emoción cruda en esta película y mucha esperanza". Maclean's informó que "la película logra ser simultáneamente agonizante y esperanzadora... es revelador saber que este tipo de conversaciones [restaurativas] son posibles". Miriam Bale de Vulture.com llamó a la película un "documental revolucionario".
The Hollywood Reporter publicó una reseña menos entusiasta y concluyó que "la vaguedad y ambigüedad de las situaciones eventualmente resultan frustrantes y restan poder a la película".
La Junta Nacional de Cine de Canadá hizo una reseña que decía: " A Better Man ofrece una mirada fresca y matizada a la curación y la revelación que pueden suceder para todos los involucrados cuando los hombres asumen la responsabilidad de su abuso", comentando el uso del proceso de curación en la película. en situaciones de violencia doméstica.